# Берези (заповідне урочище)
Бере́зи — заповідне урочище місцевого значення в Україні. Об'єкт розташований на території Тальнівського району Черкаської області, село Білашки, Потаське лісництво. 
Площа — 28 га, статус отриманий 8 квітня 2000 року.
Охороняється лісове урочище на березі річки Білашка. Місце відпочинку населення.